# Великая ложа
Великая ложа (Великий восток) — головная организация, объединяющая символические (голубые, иоанновские) масонские ложи. Масонская великая ложа/великий восток является руководящим органом, который контролирует и регулирует отдельные ложи масонов в какой-либо конкретной географической зоне (как правило, соответствующей национальным границам или другим крупным административно-территориальным единицам). Некоторые из них большие, с тысячами членов, разделённых на сотни подчиненных лож. Другие представляют собой крошечные, состоящие из нескольких членов в одной или двух подчинённых ложах. Часто на одной территории бывает несколько великих лож.
Наравне с названием великая ложа используется синоним великий восток (фр. Grand Orient). Например: Великий восток Франции, Великий восток Бразилии и др.

## Масонство

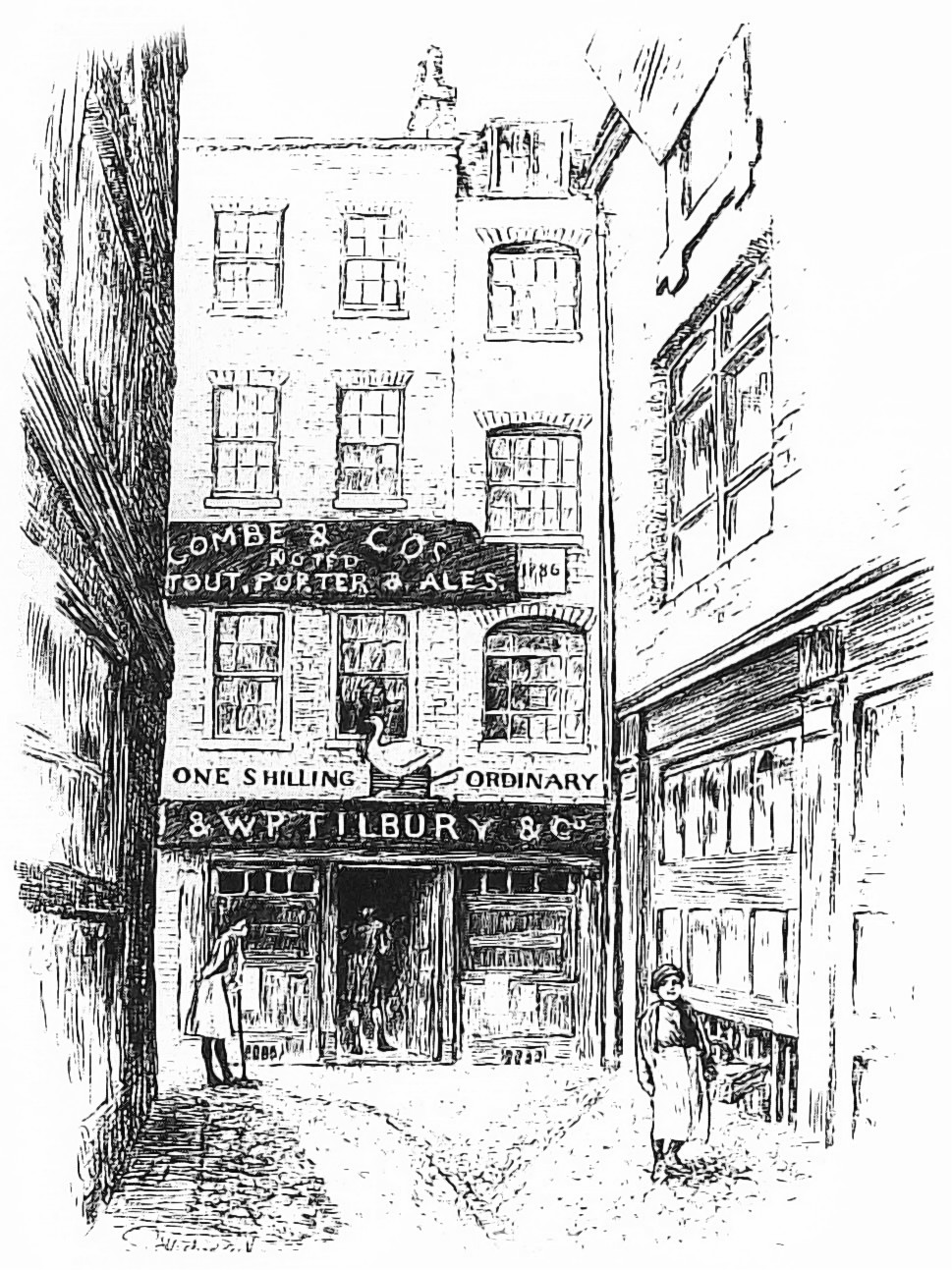
«Гусь и рашпер» — место где была основана первая великая ложа в 1717 году

Масонство организовано таким образом, что во главе его нет единой управляющей организации, а имеются лишь отдельные общества, называемые ложами, которые в свою очередь объединяются в головные организации, называемые великими ложами. В ряде великих лож существует порядок, когда ложи объединяются в провинциальные или провинциальные великие ложи, а уже те в свою очередь объединяются в великие ложи. Существует также порядок, когда великие ложи имеют вертикальную, орденскую структуру управления, например великие ложи работающие по Шведскому уставу.
Великие ложи берут на себя международные связи и представительство своих масонских лож за рубежом. Как и во всех организациях масонские ложи избирают главу великой ложи, который носит обычно титул великого мастера. Для управления делами великой ложи (переписка, бухгалтерия, выступления) и для церемониальных задач (основание лож, чествование, оказание почестей) избирается так называемый совет великих офицеров, где наравне с функционерами (великий секретарь, великий казначей), которые есть во всех общественных организациях, имеются так же специфические должности, встречающиеся только в масонстве (великий обрядоначальник, великий эксперт, великий оратор и другие) эти должности служат исключительно для ритуальных задач. Великие ложи не могут возникать сами по себе и должны быть признаны более древними великими ложами. Таким образом во всём мире существует система взаимопризнаний, которая подобна системе признаний и установления дипломатических отношений между государствами.
Самая первая великая ложа в мире была основана в 1717 году, это была Великая ложа Лондона и Вестминстера. В первые годы речь шла в основном о встречах мастеров отдельных лож, до 1721 года, когда Джон, герцог Монтегю был избран великим мастером. С этого момента началась деятельность подобная существующей сейчас. В 1725 году была основана Великая ложа Ирландии и в 1736 году Великая ложа Шотландии. В 1738 году была создана Великая ложа Франции. В 1773 году эта великая ложа берёт новое название — Великий восток Франции.